# Melchior Hefele
Melchior Hefele (magyarosan Hefele Menyhért) (Kaunertal, 1716. január 11. – Szombathely, 1794. április 17.) osztrák építész, bronzöntő, a klasszicizáló késő barokk stílus kiemelkedő egyénisége. Magyarországi munkássága is jelentős.

## Életpályája

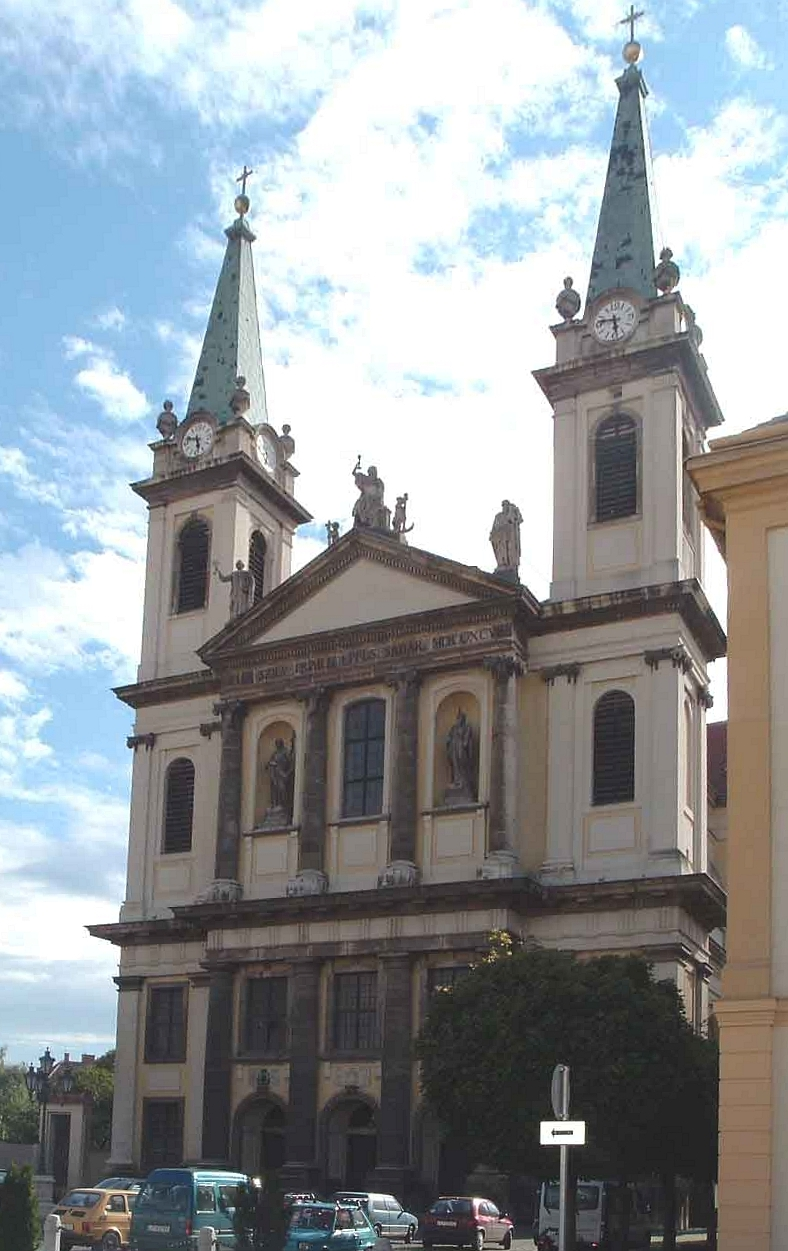
A szombathelyi székesegyház

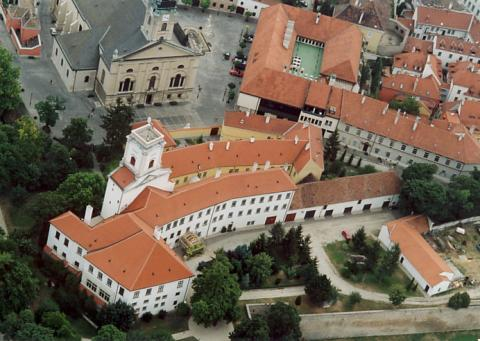
Győr, püspökvár, püspöki palotakomplexum (légi felvétel)

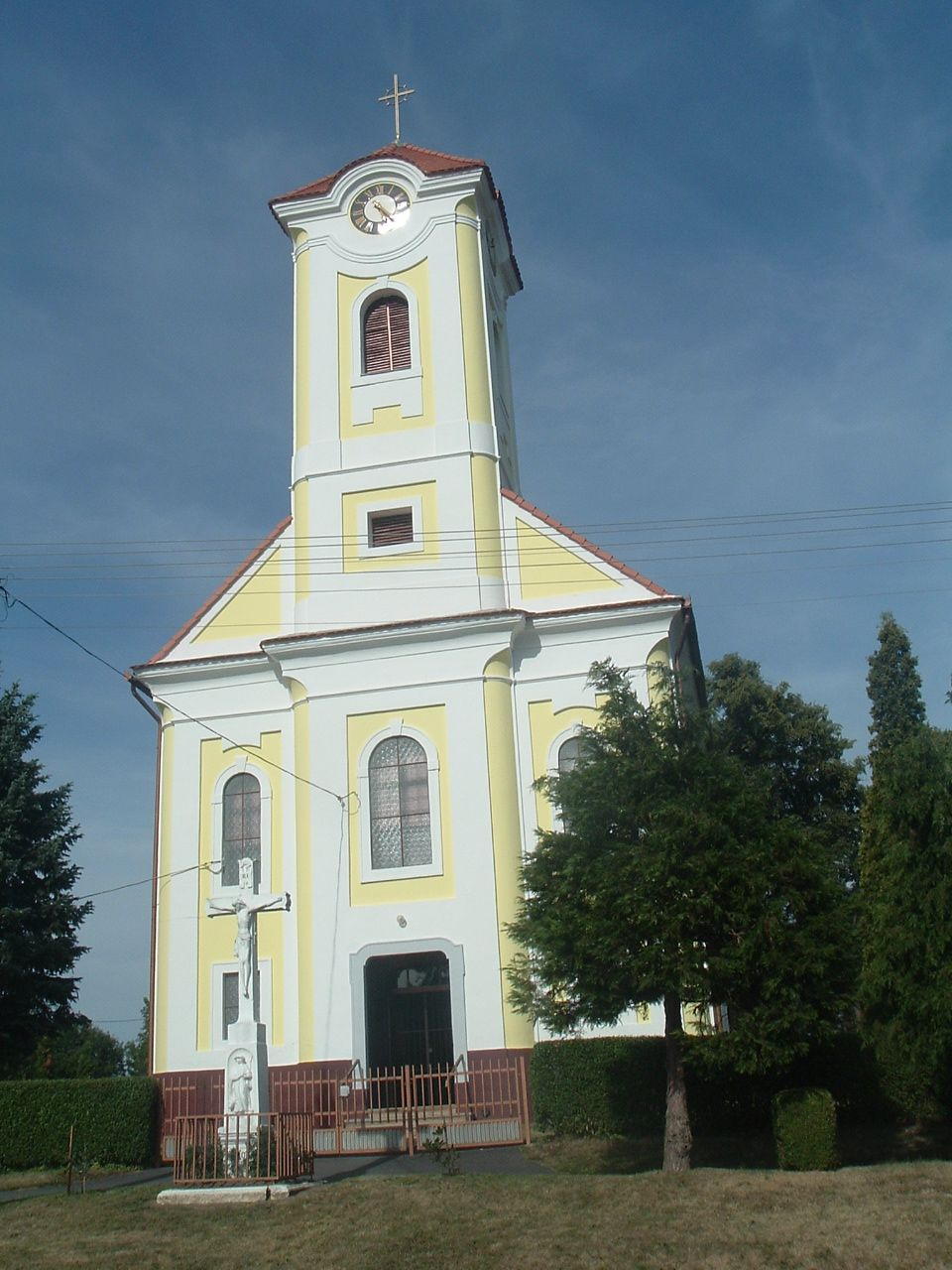
Győrvár, késő barokk római katolikus templom

Tiroli parasztszülők gyermekeként született. Előbb asztalosmesternek tanult, majd Németországba ment, ahol rajzművességet tanult és bronzöntéssel foglalkozott. 1734-ben Würzburgban Georg Oegg udvari lakatosmester rajziskoláját vezette. Innen Bécsbe ment, ahol a bécsi Schmutzer képzőművészeti iskola építészet tanára lett.
1742-ben Bécsben művével építészeti pályadíjat nyert. 1757-től a bécsi képzőművészeti akadémiának is tagja lett. Neve Passau hercegének rezidenciája átépítésével lett ismert. Főleg Pozsonyban és Bécsben élt. Legjelentősebb alkotásai egyházi és főúri megbízások alapján születtek. Palotái a XVI. Lajos-stílusú épületek első hazai példái voltak. 1771–1773-között átépítette a Győri székesegyházat.
1777–1781 között Pozsonyban dolgozott, a pozsonyi prímási palota építésén, Batthyány József hercegprímás építőmestereként.
Legnagyobb pártfogója Szily János püspök volt, aki a pozsonyi munkálatok alatt meglátogatta és meghívta őt Szombathelyre, az ottani püspöki székhely kiépítésére.
1777-ben elkészült a szeminárium épülete, 1778–1783 között felépült a püspöki palota.
1789-ben pedig Szily püspök őt bízta meg a szombathelyi székesegyház tervezésével és kivitelezésével.
A székesegyház építési munkálatait azonban már nem tudta befejezni, 1794. április 17-én itt, Szombathelyen érte a halál. Itt, a ferences templom kriptájában temették el.

## Főbb művei
- Bágyogi Szent Márton-templom (1768–1772)
- Győri székesegyház átépítése (1771-73)
- Pozsonyi prímás palota (1777-81)
- Szombathelyi püspöki székhely kiépítése
  - Szeminárium (1777)
  - Püspöki palota (1778-83)
  - Székesegyház (1791-től)
- Szombathely: Szegedy- és Rosty ház
- Kőszeg: Árvaház
- Nova: Templom
- Buda:Batthyány prímási palota (1783 körül, lebontva)
- Megbízást kapott a fertődi Eszterházy kastély homlokzati és távlati terveinek elkészítésére is. (Az épület mai formájának létrejöttében játszott szerepét azonban még nem tisztázták)

## Ajánlott irodalom
- Erika Dietinger: Melchior Hefele (Menyhért Hefele) : 1716–1794 ; ein großer Künstler des Kaunertals, 2005
- Irene Isser: Melchior Hefele. 1716-1794, Diplomarbeit 1995

## További információ
- Kemény Lajos: Hefele Menyhért. 1716–1798. Életrajzi adatok; Angermayer Ny., Pozsony, 1915
- Hefele Menyhért; összeáll. Dobri Mária; 2. jav., bőv. kiad.; Berzsenyi Megyei Könyvtár, Szombathely, 1994 (Vasi életrajzi bibliográfiák)
- Melchior Hefele (1716–1794) építész emlékkiállítása. Szombathelyi Képtár, 1994. augusztus 30–november 27.; szerk. Zsámbéky Monika; Szombathelyi Képtár, Szombathely, 1994
- Balló László: Melchior Hefele bútorművészete Szombathelyen; Szülőföld, Szombathely–Gencsapáti, 2015
- Balló László: Ezeregy nagy titok. Melchior Hefele elfeledett architektúrái; Magyar Nyugat, Vasszilvágy, 2016